# General Shopping e Outlets
A General Shopping e Outlets (B3: GSHP3) é uma empresa que atua no ramo de administração de shopping centers criada em 1989 e controlada pela Família Veronezi, que possui uma participação de 59,41% na empresa. Possui 9 shoppings e 6 outlets, o que totaliza 293,2 mil m² de Área Bruta Locável (ABL).

## História
A companhia foi fundada por Antônio Veronezi em 1989 após a inauguração do Poli Shopping no centro da cidade de Guarulhos e que antes de ser shopping era apenas uma loja de ferramentas e  eletrodomésticos, em novembro de 1998 abriu também em Guarulhos o  Internacional Shopping Guarulhos e que é atualmente o maior shopping da cidade com mais de 300 lojas.
Em julho de 2007 abriu o seu capital na Bovespa (atual B3) e conseguiu arrecadar 286,7 milhões de reais, dinheiro esse que foi usado para a expansão de suas operações.
Em agosto de 2012 comprou em Guarulhos o Shopping Bonsucesso por 130 milhões de reais e ampliou os seus negócios na cidade.
Em abril de 2015 vendeu 100% do Shopping Light localizado no Centro de São Paulo por R$ 141 milhões.
No mês de dezembro de 2017 acertou a venda de 70% do Shopping Internacional de Guarulhos por R$ 937 milhões para a empresa Gazit Brasil pertencente ao grupo israelense Gazit-Globe e em fevereiro de 2019 a General Shopping vendeu os demais 10% que lhe restavam por R$ 154 milhões e a Gazit passou a ser dona de 80% do shopping guarulhense.

## Shoppings
- Poli Shopping - Guarulhos/SP

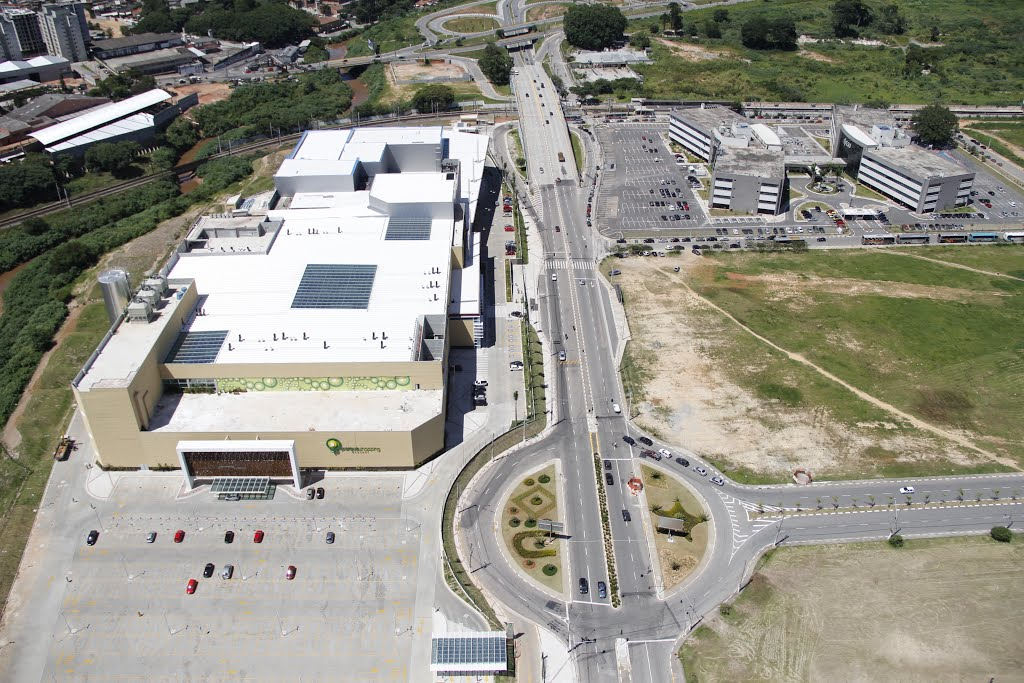
Parque Shopping Barueri, localizado no distrito de Aldeia.

- Shopping Bonsucesso - Guarulhos/SP
- Auto Shopping Internacional - Guarulhos/SP
- Parque Shopping Maia - Guarulhos/SP
- Parque Shopping Barueri - Barueri/SP
- Unimart Shopping - Campinas/SP
- Parque Shopping Sulacap - Rio de Janeiro/RJ
- Cascavel JL Shopping - Cascavel/PR
- Shopping do Vale - Cachoeirinha/RS

## Outlets
- Outlet Premium São Paulo - Itupeva/SP[14]
- Outlet Premium Rio de Janeiro - Duque de Caxias/RJ[14]
- Outlet Premium Brasília - Alexânia/GO[14]
- Outlet Premium Salvador - Camaçari/BA[14]
- Outlet Premium Fortaleza - Caucaia/CE[14]
- Outlet Premium Grande São Paulo - Itaquaquecetuba/SP[14]
- Outlet Premium Imigrantes - São Bernardo do Campo/SP[14]